# John J. McRae

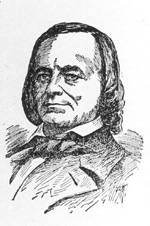
John Jones McRae

John Jones McRae, född 10 januari 1815 i Sneedsboro i Anson County i North Carolina, död 31 maj 1868 i Brittiska Honduras (nuvarande Belize), var en amerikansk politiker (demokrat). Han var guvernör i delstaten Mississippi 1854–1857. Han representerade Mississippi i båda kamrarna av USA:s kongress, först i senaten 1851–1852 och sedan i representanthuset 1858–1861. Han var ledamot av Amerikas konfedererade staters kongress 1862–1864.
McRae var uppvuxen i Wayne County, Mississippi. Han utexaminerades 1834 från Miami University i Oxford, Ohio. Han studerade sedan juridik och arbetade som advokat i Mississippi. Han grundade veckotidningen Eastern Clarion i Paulding.
McRae efterträdde 1851 Jefferson Davis som senator för Mississippi. Han efterträddes följande år av Stephen Adams. Han vann guvernörsvalet i Mississippi 1853 och efterträdde John J. Pettus som guvernör i januari 1854. Han efterträddes 1857 som guvernör av William McWillie.
Kongressledamoten John A. Quitman avled 1858 i ämbetet. McRae efterträdde Quitman som kongressledamot och satt kvar i representanthuset fram till 1861 då Mississippi utträdde ur USA och gick med i Amerikas konfedererade stater (CSA). Han var ledamot av representanthuset i CSA:s första kongress 1862–1864.